# Torodi
Torodi est une localité et une commune de l'ouest du Niger, chef-lieu du département de Torodi, dans la région de Tillabéri.

## Géographie

### Situation
La localité de Torodi est située sur la rive gauche de la rivière Gouroubi et desservie par la route nationale 6 à 55 km au sud-ouest de la capitale Niamey.
| Gothèye                                | Namaro    | Bitinkodji    |
| Boundoré, Mansila ( Burkina Faso)      | Torodi    | Ouro Guéladjo |
| Bartiébougou, Foutouri ( Burkina Faso) | Makalondi | Makalondi     |

## Histoire
Le village traditionnel de Torodi est fondé en 1812 par un Peul d’origine guinéenne nommé Maazou Maoundé. Il expulse vers le Sud  les Gourmantché, qui s’y étaient installés. Après sa victoire, il conclut un pacte de métissage entre les deux ethnies selon lequel chaque souverain peul de Torodi doit épouser une femme gourmantché. Ce pacte s’appelait Torentché, d’où le toponyme Torodi. De 1812 à nos jours, la chefferie traditionnelle, reconnue comme canton en 1902, a été dirigée par 19 chefs, dont Idrissa Yéro élu le 2 janvier 1994.
Après la prise de contrôle de la localité par la France en 1899, la ville est annexée à la colonie française du Dahomey, l'administration française instaure le canton de Torodi en 1902.Le poste administratif est érigé en 1971. La commune est créée en 2002.

## Population
Lors du recensement général de 2012, la population communale est relevée à 109 342 habitants. La population de la localité atteint 11 813 habitants en 2012. Les ethnies Gourmantchés, Peulhs, Touaregs, Haoussas, Djermas et Songhaïs sont présentes sur le territoire communal.

## Économie
L’agriculture, l’élevage, le commerce, l’artisanat, l’orpaillage et la cueillette constituent les principales activités des habitants.

### Transport et communication
La localité se trouve sur la route nationale 6 (axe Niamey-Burkina Faso).